# 10eok
10eok è un film sudcoreano del 2009 diretto da Jo Min-ho, e interpretato da Park Hae-il e Shin Mina.

## Trama
Otto persone che non si conoscono (una studentessa universitaria, un lavavetri, un agente di borsa, una nuotatrice professionista, una modella fallita che lavora come escort, un disoccupato diabetico, un documentarista freelance e una fattorina) vengono selezionate per far parte della prima puntata di A Million, un reality che mette in palio per il vincitore un milione di dollari.
La prova si svolge nel deserto australiano, e prevede una serie di sfide che i concorrenti dovranno superare, venendo eliminati di volta in volta finché non ne rimarrà solo uno, ovvero il vincitore. Ben presto, però, i concorrenti cominciano a percepire che c'è qualcosa di strano; lontani dalla civiltà ed isolati dal mondo, assieme all'enigmatico direttore del programma e al suo fido cameraman, si rendono conto di essere finiti in un sadico gioco al massacro, dove perdere equivale a morire. La situazione diventa ancor più angosciante ed enigmatica quando si rendono conto che uno di loro (il diabetico) non aveva fatto domanda per partecipare al gioco, il che può significare solo che la loro selezione non è stata casuale.
L'intero gioco si rivela quindi una trappola mortale ordita dal direttore per vendicarsi degli otto partecipanti, colpevoli di aver assistito anni prima allo stupro e omicidio della giovane moglie senza aver fatto niente per impedirlo.

## Concorrenti
- Han Ki-Tae Park Hae-il: Un giovane appassionato di documentari, ha un proprio blogporta sempre con sé una videocamera con cui documenta tutto ciò che accade attorno a lui. Si iscrive al gioco spinto dal suo amore per l'avventura e le esperienze esotiche. Durante il gioco si innamora di Jok Yu-Jin. Viene ucciso dal direttore dopo che questi lo aveva costretto a sottoporsi alla prova finale, una sfida alla roulette russa, apparentemente dopo aver ucciso a sua volta il suo aguzzino (che invece si scoprirà essere sopravvissuto). È indirettamente responsabile dell'intera vicenda, avendo filmato con la sua telecamera l'omicidio della moglie del produttore (in cui apparivano anche tutte le altre persone coinvolte) e aver messo il video su internet.
- Jok Yu-Jin Shin Mina: Impiegata come fattorina in una pizzeria da asporto di Seoul, è una giovane donna assolutamente comune, senza passioni o interessi. Partecipa al gioco per provare una volta tanto un'esperienza alternativa, e durante la sua lotta per la sopravvivenza si innamora di Han Ki-Tae. Sarà l'unica a sopravvivere alla prova, venendo trovata ancora viva nel deserto da una pattuglia di rangers dopo aver apparentemente ucciso il produttore. Apparentemente la sua storia non viene creduta dalle autorità, e poco tempo dopo essere tornata a Seoul il direttore le fa avere il denaro della vincita un attimo prima di suicidarsi.
- Park Cheol-Hee Lee Min-ki: Un ex sottufficiale della marina, è stato congedato con disonore per insubordinazione finendo a lavorare come lavavetri. Partecipa al gioco per poter intascare il milione di dollari e dare una svolta alla propria vita. Fra tutti è il più spregiudicato e spietato, infatti non esiterà ad uccidere i suoi stessi compagni di sventura nella speranza di conquistare il premio finale. Viene ucciso da Jok Yu-Jin quando tenta di uccidere Han Ki-Tae.
- Choi Wook-Han Lee Chun-hee: Un agente di borsa, molto arrogante e spaccone, che partecipa al gioco spinto dalla propria avidità. Il suo carattere lo mette subito in cattiva luce agli occhi dei compagni, che infatti, chiamati a scegliere tra loro chi eliminare al termine della prima prova, votano a maggioranza per lui. Il ritrovamento del suo cadavere svelerà in che cosa consista realmente il gioco.
- Kim Ji-Eun Jeong Yu-mi: Una studentessa universitaria, non particolarmente dotata, che si iscrive al gioco per poter continuare gli studi con il denaro del premio. Si innamora di Park Cheol-Hee, che la salva quando cade nel fiume, ma viene da lui uccisa a tradimento con un pugnale quando i due si imbattono nella valigetta contenente il denaro del premio.
- Lee Bo-Young Go Eun-ah: Una escort con sogni di gloria, sceglie di partecipare al gioco nella speranza di acquisire notorietà ed esordire nel mondo dello spettacolo. È parecchio vanesia, e si mette sempre in mostra davanti alla telecamera, ma sarà la prima a scoprire la vera natura del gioco e a comunicarla ai suoi compagni. Viene uccisa per aver perso la seconda prova dal direttore con una freccia alla testa.
- Ha Seung-Ho Kim Hak-soon: Un disoccupato diabetico, ambisce ad ottenere il premio per poter vivere di rendita lontano da tutto e dedicarsi al suo passatempo preferito, il cibo. Poco dopo che il gruppo scopre le vere intenzioni del produttore, Ha Seung-Ho rivela di non aver fatto domanda per partecipare al gioco come tutti gli altri, elemento dal quale inizierà a trapelare il complesso piano che sta dietro a quello che sembrava un semplice reality. Debilitato dalla sua malattia, si lascia morire durante l'attraversamento del deserto australiano, augurandosi di poter avere una seconda esistenza migliore di quella appena vissuta.